# Uelen

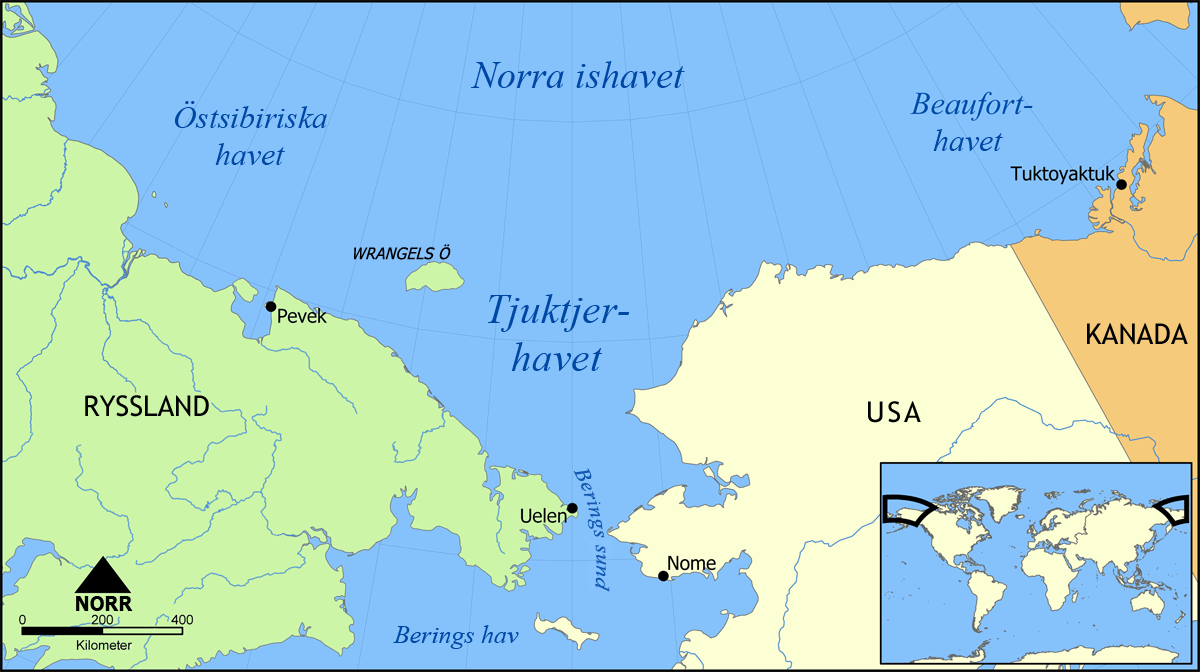
Karta över Berings sundsregionen med Uelen utsatt.

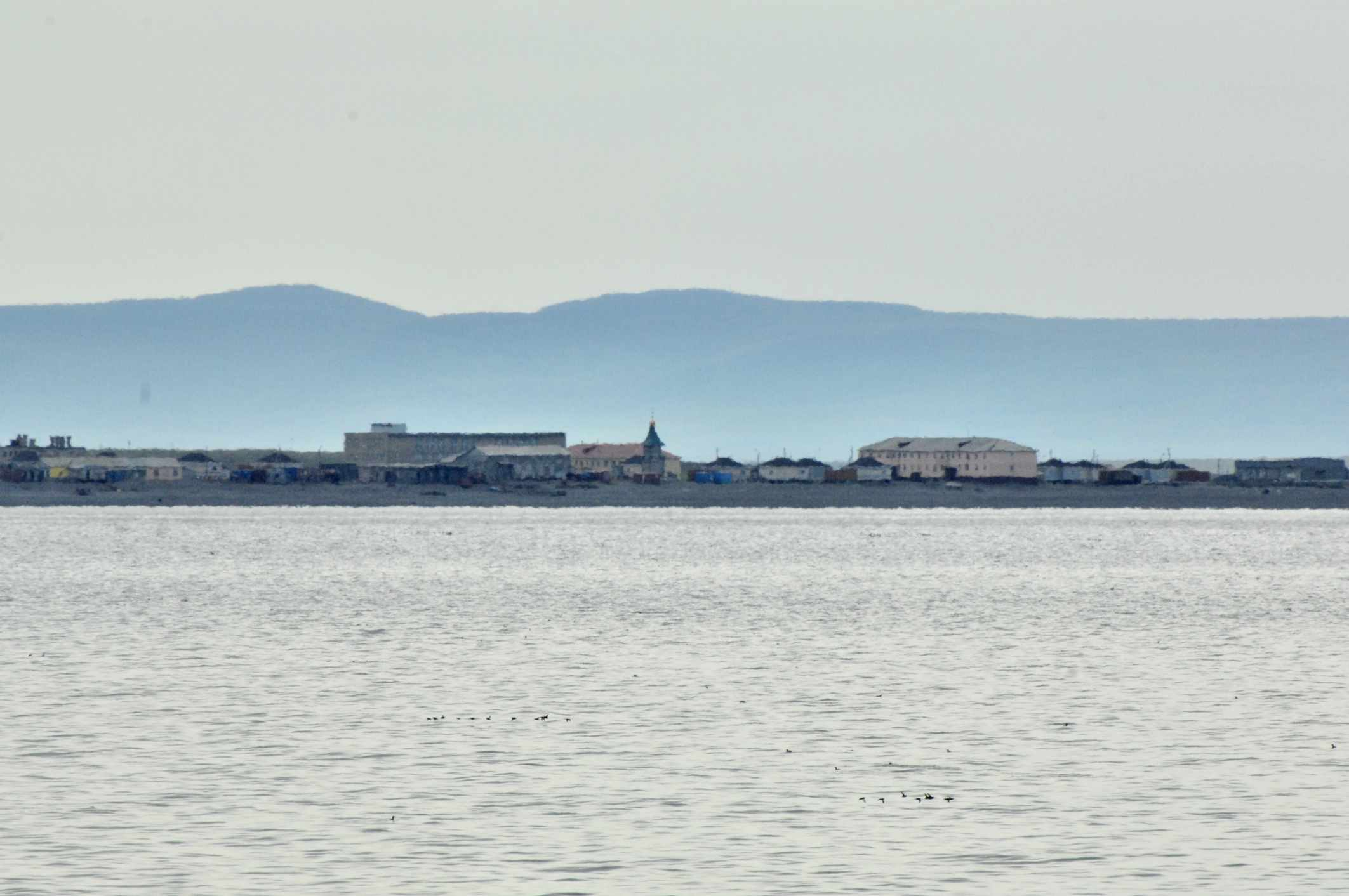
Uelen (2013)

Uelen (ryska: Уэ́лен) är en ort i Tjuktjien i nordöstra Ryssland. Folkmängden uppgick till 670 invånare i början av 2015. Den är belägen vid Berings sund och ligger nära Alaska. Den har polarforskningsstation och hamn, och är den östligaste asiatiska bosättningen. Militärbaser anlades på platsen under Kalla kriget på grund av det geografiska läget nära USA.